# Дощове озеро
Дощове озеро (оджибва gojijii-zaaga'igan, англ. Rainy Lake, фр. lac à la Pluie) — озеро, що є одним із залишків гігантського льодовикового озера Агассіс. По озеру проходить державний кордон між Канадою (провінція Онтаріо) та США (штат Міннесота). Озеро відноситься до басейну Гудзонової затоки (Північний океан). Площа 932 км². Має безліч островів та острівців, понад 2,5 тисяч.
1. 1 2 3  Canadian Geographical Names Data Base, base de données toponymiques du Canada, Canadian Geographical Names Database — NRCan.
2. ↑  Toporama
3. 1 2 3  Geographic Names Information System
4. 1 2  Ontario Geographic Names Map Viewer